# The Inspector
Lisa (br O Inspetor) é um filme britânico de 1962, dos gêneros aventura, drama, guerra, romance e suspense, dirigido por Philip Dunne e roteirizado por Nelson Gidding, baseado no livro de Jan de Hartog, com música de Malcolm Arnold.

## Sinopse
Europa, final da Segunda Guerra Mundial, um inspetor de polícia resgata uma garota refugiada judia e fugindo de seus perseguidores a conduz ao recém formado Estado de Israel.

## Elenco
- Stephen Boyd ....... Peter Jongman
- Dolores Hart ....... Lisa Held
- Leo McKern ....... Brandt
- Hugh Griffith ....... Van der Pink
- Donald Pleasence ....... Sargento Wolters
- Harry Andrews ....... Ayoob
- Robert Stephens ....... Dickens
- Marius Goring ....... Thorens
- Finlay Currie ....... De Kool
- Harold Goldblatt ....... Dr. Mitropoulos
- Neil McCallum ....... Browne
- Geoffrey Keen ....... Comissário Bartels
- Jean Anderson ....... Mrs. Jongman
- Michael David ....... Capitão Berger
- Jane Jordan Rogers ....... Anaka Jongman